# 山崎弘士の人めぐり・音めぐり
『山崎弘士の人めぐり・音めぐり』（やまざきひろしのひとめぐりおとめぐり）は、KBS京都ラジオで2006年4月2日から2007年9月27日まで毎週月曜日から木曜日の13:00 - 14:50まで生放送されていたラジオ番組である。

## 番組概要
ベテランの山崎弘士アナウンサーが、昼下がりのひとときを上質な音楽とお喋りで。京都発の情報も盛り込み有意義な時間を送る。
14時台は（毎日ではないが）京都出身または活躍するアーティストなど多彩なゲストをスタジオに招き、ゲストのリクエスト曲を流しながらのトーク。また、イベント等の告知のため、地元在住または通学の大学生が出演することもある。
2007年9月27日に最終回を迎え、30余年続いた山崎アナの帯番組は終了した。後継番組はKBS京都の若手アナウンサーが日替わりでパーソナリティを務める「烏丸アナ小路上ル」が1時間枠で放送され、14:00からは9月末まで15:00開始だった「里見まさとのSCAN KYOTO」が1時間繰り上がってスタートする。なお、山崎弘士は2007年10月6日からKBS京都ラジオで毎週土曜日の15:30～16:30に「山崎弘士のGOGOリクエスト」というタイトルの新番組を担当している。

## パーソナリティ
- 山崎弘士

長年、この時間帯に自身の名前を冠にした番組を担当している。（テレビ・ラジオ同時放送の時期もあった）
- 戸田順子

毎週木曜日の「順子の京めぐり」コーナーで登場。（山崎とはかつて「山崎弘士の満員御礼!」でも共演していた）

## 番組内のコーナー
- 山ちゃんの知っ得情報館（月-水13時台）
- すこやか健康相談（第二・第四水13時台／提供：武田病院グループ）
- 私の街から医食同源物語（月13時台・全国11局ネット／提供：わかさ生活）
- 今日の音めぐり（月-水13時台）
- わかさ生活熱球スピリッツ・高校野球ラジオ速報（7月中、月-木13時台）

京都・滋賀大会の結果・途中経過を放送
- プライムラジオショッピング（月-水13時台）
- 今日の場所めぐり（木13時台）
- 今日の時めぐり（木13時台）
- アパネット長栄ラジオちんたい（月-木13時台）

スポンサー企業による賃貸マンション情報をラジオショッピング風に（週2,3回放送）
- 順子の京めぐり（木14時台／提供：オカモトスーパーソックス）
- 真昼のチークタイム（木14時台）
- ハグクミプロジェクト　若者やめられましぇ～ん（木14時台）
- ビールタイム（木14時台）

## 番組内のミニ番組
- 大沢悠里のにっぽん元気カンパニー（木13時台）

JRN系列のTBSラジオ制作、独立行政法人中小企業基盤整備機構（中小機構）提供。